# Barbara Seifert
Barbara Seifert (* 1970 in Bonn) ist eine deutsche Schauspielerin und Synchronsprecherin.

## Leben
Ihre künstlerische Ausbildung erhielt Barbara Seifert von 1990 bis 1994 an der Berliner Hochschule für Schauspielkunst Ernst Busch. Ab den 2000er-Jahren schlossen sich weitere Fortbildungen in Camera Acting an. Stationen ihrer Bühnenlaufbahn waren unter anderem die Theater in Paderborn,  Erlangen und Freiburg, das Gostner Hoftheater in Nürnberg, das Stadttheater Fürth und in Berlin das Ballhaus Ost und das Hebbeltheater. Seit 2001 tritt sie sporadisch mit dem russischen Theaterensemble Akhe Group auf, mit dem sie für einige Auszeichnungen nominiert wurde.
Eine ihrer ersten Rollen vor der Kamera hatte Seifert in der 52-teiligen Jugendserie Endlich Samstag!, in der sie die Mutter einer der jugendlichen Hauptakteure verkörperte. Auftritte hatte sie auch in den Seifenopern Alles was zählt und Gute Zeiten, schlechte Zeiten und Verbotene Liebe. Daneben arbeitet sie für den Hörfunk und als Synchronsprecherin.
Barbara Seifert lebt in Berlin.

## Filmografie (Auswahl)
- 2008: Der Alte – Reise in den Tod
- 2008: Endlich Samstag!
- 2009: Der Alte – Doppelleben
- 2010: Verbotene Liebe (Ep. #1.3700)
- 2011: In der Welt habt ihr Angst
- 2013: King Ping – Tippen Tappen Tödchen
- 2016: Alles was zählt (7 Folgen als Dr. Judith Fink)
- 2019: Gute Zeiten, schlechte Zeiten (2 Folgen als Lydia Trautmann)
- 2020: SOKO Wismar – Täter Timmermann

## Hörspiele
- 2013: Gert Roland Stiepel: Abschiedsgeschenk – Regie: Christoph Dietrich – NDR

## Synchronrollen
- 1998: Minami Takayama in Tekken: Die eiserne Faust
- 1998: Ryoko Nagata in Shadow Skill
- 1998: Konami Yoshida  in Kite
- 1998: Haruhi Nanao in Yesterday Once More
- 2002: Chinami Nishimura in Aquarian Age: Sign for Evolution
- 2003: Kaori Nazuka in Chibits
- 2004: Shiho Kawaragi in Mezzo
- 2005: Rie Tanaka in Chobits
- 2010: Lisa McAllister in Dead Cert
- 2011: Debbie Rochon in Sick Boy
- 2012: Lara Jean Chorostecki in Copper – Justice is brutal